# Thélis-la-Combe
Thélis-la-Combe è un comune francese di 178 abitanti situato nel dipartimento della Loira della regione dell'Alvernia-Rodano-Alpi.

## Società

### Evoluzione demografica
Abitanti censiti